# Notre-Dame-de-Cenilly
Notre-Dame-de-Cenilly  là một xã thuộc tỉnh Manche trong vùng Normandie tây bắc nước Pháp. Xã này nằm ở khu vực có độ cao trung bình 128 mét trên mực nước biển.